# Герман (граф Аверський)
Герман (1035—1049) — граф Аверський (1048—1049), син Райнульфа Трінканота з родини Дренго.
Спадкував престол у юному віці, а тому регентом був його дядько, інший претендент на Аверський трон Річард Дренго. З 1049 Герман зникає з будь-яких письмових документів того часу і графом Аверським стає іменуватись сам Річард Дренго, тому існує припущення, що Річард позбувся Германа в той чи інший спосіб щоб самому отримати владу.